# كدسورة
كدسورة (الاسم العلمي: Kadsura) هي جنس نباتي يتبع فصيلة الشزندرية من رتبة الأستربيليات.